# Historia verdadera

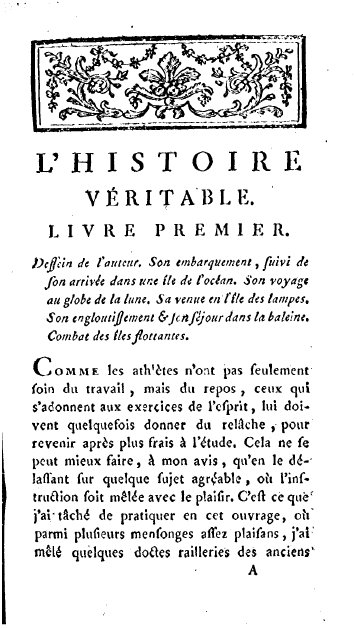
Portada de una edición francesa de la obra.

La Historia verdadera o Relatos verídicos es una novela paródica de relatos de viajes fantásticos escrita en lengua griega por el autor greco-sirio Luciano de Samósata en el siglo II d. C. Es considerada como la primera obra de ciencia ficción.
Relatos verídicos es la traducción más común, según Pilar Hualde Pascual y Manuel Sanz Morales (en el principal códice griego: Ἀληθῶν διηγημάτων; en la traducción al latín por Reitz, de 1822, Verae Historiae, "De la historia verdadera").
Se trata de la ficción más antigua conocida sobre el viaje al espacio, las formas de vida alienígenas y la guerra interplanetaria. Escrita en el siglo II d. C., la obra ha sido calificada como "el primer texto conocido de lo que podría llamarse ciencia ficción".
Historia verdadera fue pensada por Luciano como una sátira contra las fuentes históricas contemporáneas y antiguas, que citaban acontecimientos fantásticos y míticos como verídicos.
Esta obra elude una clasificación literaria clara. Su escritura en distintos niveles significativos ha dado lugar a interpretaciones tan diversas como las de ciencia ficción, fantasía, autoficción (el lector puede identificar el protagonista con el autor porque tienen el mismo nombre), sátira o parodia, dependiendo de la importancia que atribuye cada estudioso a la intención expuesta por el autor de contar hechos inventados.